# Olivier Lopez
Pour les articles homonymes, voir Lopez.
Olivier Lopez, né le 13 mars 1974, est un metteur en scène, auteur, et directeur de la compagnie La Cité Théâtre (anciennement ACTEA), implantée à Caen.

## Biographie
Olivier Lopez naît le 13 mars 1974. En 1994, à l'âge de vingt ans, Olivier Lopez entame des études d'ingénieur à l'École supérieure d'ingénieurs des travaux de la construction de Caen (ESITC). En 1997, il change de voie et choisit de se tourner vers le théâtre. Entre 1997 et 2000, il effectue de nombreux stages et laboratoires de formations, auprès de Levent Beskardes, Carlo Boso, Antonio Fava, Gilles Defacque et Shiro Daïmon.
En 2001, il reprend la direction d'ACTEA. Il renommera la compagnie « La Cité Théâtre », qu'il dirige toujours en 2023,.
En 2003, il entre à la Fondation Marcel Hicter, et est diplômé en Management de projet culturel en 2007.
Il est également le directeur pédagogique du dispositif des « comédiens-stagiaires », formation professionnelle de l'acteur créée au sein de sa compagnie en 2001. Y seront formés notamment Thomas Jolly et Julie Lerat-Gersant (Cie La Piccola Familia), Sophie Lebrun et Martin Legros (Coll. La Cohue) ou encore Fabrice Adde.
La Cité Théâtre de Caen (ex ACTEA) dirigée par Olivier Lopez, est à l'origine du festival En Attendant l'Éclaircie, dédié à la jeune création théâtrale en Normandie,,.
En 2018, il participe au festival off d'Avignon avec la pièce Bienvenue en Corée du Nord qui décontenance le public.
En 2019, il devient artiste associé au Théâtre des Halles d'Avignon.

## Écritures et mises en scène
Depuis 2000, il a mis en scène et/ou écrit plusieurs pièces. Initialement intéressé par le jeu masqué, le clown et l'écriture plateau, son travail évolue progressivement vers les écritures littéraires et cinématographiques.
- 2000 : Un certain Monsieur Plume[12], d'Henri Michaux.
- 2001 : Ferdinand l'impossible[13], de Julie Douard.
- 2003 : Les mots sans soucis[14], de Julie Douard.
- 2004 : La Belle échappée (belle)[15] (auteur).
- 2006 : La Ménagerie de Verre[16], de Tennessee Williams.
- 2008 : Eldorado[17],[18], de Marius von Mayenburg
- 2009 : Petit Navire[19], de Normand Chaurette.
- 2010 : La Griffe[20], de Howard Barker.
- 2011 : Pauline Couic[21] (co-écriture avec Marie-Laure Baudain).
- 2013 : Les Clownesses[22] (co-écriture avec Marie-Laure Baudain, Alexandre Chatelin, Laura Deforge et Adélaïde Langlois).
- 2014 : 14 Juillet[23] co-auteur avec Fabrice Adde[24].
- 2017 : Bienvenue en Corée du Nord[25](co-écriture avec Marie-Laure Baudain, Alexandre Chatelin, Laura Deforge et Adélaïde Langlois)[26].
- 2020 : Rabudôru, poupée d'amour[27],[28],[29] (auteur, publication chez Esse-que Éditions)[30].
- 2021 : L'Âge des Possibles, adaptation du scénario d'Anne-Louise Trividic et Pascale Ferran.
- 2022 : Augustin Mal n'est pas un assassin, de Julie Douard (éditions P.O.L), interprété par François Bureloup (mise en scène)[31],[32],[33].
- 2023 : L'Avare, de Molière, adaptation[34].